# 1952年オスロオリンピックのフランス選手団
1952年オスロオリンピックのフランス選手団（1952ねんオスロオリンピックのフランスせんしゅだん）は、1952年2月14日から2月25日までノルウェーのオスロで開催された1952年オスロオリンピックのフランス選手団、およびその競技結果。

## 概要
今大会は金メダルと銀メダルなく銅メダル1個のみの獲得となった。
フィギュアスケートの女子シングルでジャクリーヌ・デュ・ビエフが銅メダルを獲得した。フランス選手がフィギュアスケートでメダルを獲得したのは1932年レークプラシッドオリンピックのアンドレ・ブリュネ＆ピエール・ブリュネ組以来20年ぶり。

## メダル
| メダル | 選手名                     | 競技               | 種目         |
| ------ | -------------------------- | ------------------ | ------------ |
| 銅     | ジャクリーヌ・デュ・ビエフ | フィギュアスケート | 女子シングル |